# Restio subtilis
Restio subtilis là một loài thực vật có hoa trong họ Restionaceae. Loài này được Nees ex Mast. miêu tả khoa học đầu tiên năm 1865.